# گورستان بوان
قبرستان بوان مربوط به دوره قاجار است و در شهرستان ممسنی، بخش مرکزی دهستان بکش ۱، ۷۰۰ متری شمال روستای بوان واقع شده و این اثر در تاریخ ۳۰ بهمن ۱۳۸۶ با شمارهٔ ثبت ۲۰۸۵۸ به‌عنوان یکی از آثار ملی ایران به ثبت رسیده است.